# Pimoa curvata
Pimoa curvata är en spindelart som beskrevs av Chamberlin och Ivie 1943. Pimoa curvata ingår i släktet Pimoa och familjen Pimoidae. Inga underarter finns listade i Catalogue of Life.